# Slag bij Cnidus
De Slag bij Cnidus was een zeeslag tussen het Perzische Rijk en de Spartaanse vloot tijdens de Korinthische Oorlog. De vloot van de Perzen onder leiding van Pharnabazus en de vroegere Atheense admiraal Conon vernietigde de Spartaanse vloot geleid door de onervaren Peisander, waardoor Sparta's korte poging om suprematie op zee te hebben werd beëindigd.
De uitkomst van de slag was een belangrijke hulp voor de anti-Spartaanse coalitie tijdens het verloop van de Korinthische Oorlog.

## Achtergrond
In 394 v.Chr. werd koning Agesilaüs II van Sparta en zijn leger teruggeroepen uit Ionië naar Griekenland om te helpen in de Korinthische Oorlog. De Spartaanse vloot, onder Peisander, begon ook terug te keren naar Griekenland, en zeilde weg uit de haven van Cnidus.
De 'Griekse' voorhoede van de Perzische vloot, die zo genoemd werd omdat deze bestond uit Griekse huurlingen, werd geleid door Conon, terwijl de Perzische satraap Pharnabazus het belangrijkste deel van de vloot leidde. De vloten stonden tegenover elkaar bij Cnidus.

## De slag
Bronnen zijn vaag over de slag. Het lijkt erop dat de Spartaanse vloot zag dat Conons eskader naar hen aan het varen was en vielen hen aan met enkele successen. Toen kwam het belangrijkste deel van de Perzische vloot aan en joeg de Spartanen op de vlucht, waardoor de Spartanen veel schepen op de kust moesten achterlaten. De Spartanen verloren hun volledige vloot. Peisander werd gedood terwijl hij zijn schip verdedigde.

## Gevolgen
Deze slag eindigde de pogingen van de Spartanen om een rijk op zee uit te bouwen. De Spartanen deden nooit meer grote militaire campagnes op zee, en in enkele jaren had Athene haar plaats als belangrijkste Griekse zeemacht heroverd.
Na deze vloot nam Conon zijn vloot mee naar Athene, waar hij toezag op de heropbouw van de Lange Muren, die vernietigd waren na de Peloponnesische Oorlog. 
Nu Sparta verslagen was op zee herstelde Perzië haar dominantie over Ionië en delen van de Egeïsche Zee. De Koningsvrede in 387 v.Chr. liet de controle over deze gebieden officieel over aan Perzië; de Perzen zouden ze behouden tot Alexander de Grote er een halve eeuw later aankwam.